# تصوف در نیشابور
نیشابور از سدهٔ سوم تا ششم قمری از مراکز تصوف در اسلام به شمار می‌رفته‌است. بیشتر صوفیان و مشایخ صوفیه در نیشابور اهل سنت و پیروی مذهب شافعی بودند. تصوف مشایخ صوفیه در نیشابور که پیروان زیادی داشتند به سنّت صوفیانه نیشابوری معروف است. نخستین بار در نیشابور محمد سلمی نیشابوری تاریخ صوفیان را نوشت (در در سدهٔ چهارم و پنجم هجری قمری). فرقه صوفیه ملامتیه از این منطقه نشات گرفت. مشهورترین صوفیان نیشابور عطار نیشابوری و ابوسعید ابوالخیر است. بسیاری از صوفیان نیشابوری شاعر و دانشمند نیز بوده‌اند.
تاریخ تصوف در نیشابور با شروع فعالیت خانقاه عمرو بن سلم شروع و با حاجی بکتاش ولی به پایان می‌رسد.
نیشابور مرکز فعالیت صوفیان بزرگی بوده‌است. از جمله:
- یحیی بن معاذ
- ابوحمزه خراسانی
- عمرو بن سلم
- ابوعثمان حیری
- حمدون قصار
- ابن منازل
- احمد بن حرب
- سعید بن سلام مغربی
- ابوسعید ابوالخیر
- مرتعش نیشابوری
- ابوحامد محمد غزالی
- عطار نیشابوری
- ابوعلی دقاق
- حاجی بکتاش ولی

در بین چهره‌های صوفیان در نیشابور زنان نامداری نیز بوده‌اند:
- فاطمه نیشابوری
- پسنده نیشابوری
- شطیطه نیشابوری
- عایشه بنت احمد صفار

در تاریخ نیشابور ذکر شده‌است که در زمانی که علی بن موسی الرضا در نیشابور سکونت داشته مناظره‌هایی با صوفیان داشته‌است. مذهب صوفیان نیشابور در طول تاریخ تغییر کرده‌است:
- مذهب کرامیه (به پیشوائی محمدبن کرام، متوفی ۲۵۵)
- بکتاشیه
- ملامتیه
- مذهب صوفیه (به پیشوایی بایزید بسطامی (متوفی ۲۶۱)
- مذهب اصحاب فتوّت (به سرکردگی نوح عیار نیشابوری نیمه دوم قرن سوم).